# Alexandre Couvelaire
Alexandre Couvelaire (2 septembre 1873 - 14 mars 1948) était un chirurgien français spécialisé en gynécologie obstétrique.
Son nom est associé à l'utérus de Couvelaire, aussi nommé apoplexie utéro-placentaire, qu'il a décrite. Le modèle de maternité hygiéniste qu'il a mis en place à Port Royal en se basant sur la prophylaxie pavillonnaire et en créant sur place un lactarium quasi industriel, a été imité partout en France et dans le monde. Son fils, le célèbre urologue Roger Couvelaire, est le père de son homonyme, fondateur d'Euralair et dirigeant d'AOM. L'urgentiste Alain Larcan est son petit-neveu par alliance.

## Biographie
Fils d'un universitaire, professeur de lettres qui enseignera au lycée de Limoges et militera au sein de l'Association scientifique de France, Alexandre Adrien Marie Couvelaire poursuit à Paris ses études de médecine dans la même optique positiviste auprès de Pierre Marie, l'élève de Charcot. Il soutient sa thèse en 1899 et devient un disciple d'Henri Varnier, obstétricien à la pointe du combat contre la fièvre puerpérale qui s'opposera à la loi du 31 juillet 1920 criminalisant l'avortement. Chef de clinique à Baudelocque, hôpital Cochin, en 1901, il est nommé directeur de cette maternité en 1910.
Ayant passé l'agrégation de médecine en 1907, il succède en 1914 à son beau-père, Adolphe Pinard, au poste de professeur de clinique d'accouchement à la Faculté de médecine de Paris mais, mobilisé durant la Grande Guerre en tant que chirurgien chef du Service de santé des armées sur le front puis à Compiègne et Ognon, il doit attendre 1919 pour donner sa leçon inaugurale.
Le traité de Versailles signé, l'heure est à la reconstruction et au renouveau démographique. Alexandre Couvelaire est une des autorités choisies par le ministre de l'Hygiène, de l'Assistance et de la Prévoyance sociales Jules-Louis Breton pour siéger au conseil d'administration de son nouvel Office national d'hygiène sociale. En 1920, la maternité Baudelocque, alors composée de quatre baraques autour d'un bâtiment principal, est entièrement repensée et, de 1922 à 1929, reconstruite pour faire de ce qui n'était qu'« une maison d’accouchement », le premier « centre d’assistance médico-sociale et de travail scientifique consacré à la fonction de reproduction ».
Avec le soutien du directeur de l'Assistance publique Louis Mourier, Alexandre Couvelaire y propose aux futurs parents ce qui se présente d'abord comme un examen prénuptial facultatif, dans les faits la première consultation gratuite dédiée aux parturientes. Les enseignements qu'il organise, y compris le dimanche, au sein de son établissement, font rapidement de celui ci un hôpital de référence à la renommée mondiale. Il veille en particulier a en faire un centre de formation diplômante pour les sages-femmes en trois degrés, infirmière, accoucheuse, puéricultrice, ce qui ne va pas sans opposition de la part de professionnelles attachées à leur indépendance et au quasi secret médical, qui, de fait, les lient à leurs patientes.
Sa démarche s'inscrit dans celle plus générale de la construction d'un État providence et reçoit le soutien des féministes les moins radicales. Président de la Société d'obstétrique et de gynécologie, il entre à l'Académie nationale de médecine, section chirurgie, le 23 mars 1926. Avec Charles Richet, Léon Bérard, Robert Debré, il est, comme l'avait été Alfred Fournier, une des cautions scientifiques de Fernand Boverat, militant de la famille nombreuse.
Son catholicisme doublé de natalisme l'amène à soulever les problèmes de conscience que lui pose l'avortement thérapeutique et, tout en préconisant une politique sociale de prévention, à privilégier, si dans une telle situation le cas se présente, la sauvegarde de l'enfant plutôt que celle de la mère. En 1941, il participe à une commission de réforme des études de médecine et préconise de faire superviser la formation des sages-femmes par les médecins dans un objectif de prophylaxie de l'avortement. Quand il s'agit de prendre la vice-présidence de l'Académie de médecine, il s'oppose, chose qui ne s'était jamais faite, à son collègue antisémite Victor Balthazard (ro), l'inventeur de la police scientifique. En 1942, reprenant un texte qu'il avait publié en 1931, il rédige avec Louis Portes, président du nouvel Ordre des médecins institué par le régime de Vichy, et soumet au secrétaire d’État à la Santé Raymond Grasset un projet visant à créer un ordre des sages-femmes subordonné aux médecins dans le but explicite d'empêcher certaines d'entre elles de pratiquer les avortements clandestins et préserver ainsi « l’honneur, la morale et les intérêts » de la profession d'accoucheuse.

## Œuvre écrit

### Manuel de chirurgie
- Introduction à la chirurgie utérine obstétricale, 1913.
- Dir. A. Couvelaire, A. Lemierre, Ch. Lenormant, Pratique Médico-Chirurgicale, Paris, 1931, 8 vol. dits PMC.
- Dir. A. Couvelaire, A. Lemierre, Ch. Lenormant, Pratique Médico-Chirurgicale, Paris, 1937, supplément.

### Principaux articles scientifiques
Chirurgie
- « Sur le rôle du voile du palais pendant la déglutition, la respiration et la phonation », 1900.
- « Études anatomiques sur les grossesses tubaires », 1901 (thèse de spécialité).
- « Traitement chirurgical des hémorragies utéro-placentaires avec décollement du placenta normalement inséré », in Annales de gynécologie, vol. VIII, p. 591–608, Paris, 1911.
- « Avenir obstétrical des femmes ayant subi la section césarienne portant sur le corps de l’utérus. », in Gynécologie et obstétrique, t. II, no 4, Paris, 1920.

Obstétricie
- « Hémorragies du système nerveux central des nouveau-nés dans leurs rapports avec la naissance prématurée et l'accouchement laborieux. », in Annales de Gynécologie et d'Obstétrique. 1903.
- « Hémorragies du système nerveux central des nouveau-nés dans les accouchements terminés par le forceps. », in Annales de Gynécologie et d'Obstétrique. 1907.

- « Une maternité pour tuberculeuses », 1926.
- « L'obstétricie en Argentine, au Chili, en Uruguay, au Brésil.», 1928.
- « Méningite tuberculeuse et gestation à propos de quatre observations personnelles », 1929.
- « Progrès réalisés dans la prophylaxie de la mortalité fœtale pendant la gestation », 1929.
- « La nouvelle maternité Baudelocque », Maternité Baudelocque, Paris, 1930 (brochure publicitaire).
- « Projet de réorganisation des études de sage-femme », 1930.

Natalisme
- « Directives générales sur les moyens de combattre la mortalité des enfants du premier âge. », in Revue d'Hygiène et de Police Sanitaire, MASSON, 1921.
- Introduction, in Le Voile sacré, Service colonial d'hygiène sociale, Paris, 1931 (préface cinématographique au film à la gloire de l'infirmière).
- « Prophylaxie de la syphilis congénitale », 1933.
- « Des mesures propres à élever le taux de la natalité », in Journal des accoucheuses, septembre 1937.

### Sources
1. ↑  Compte rendu de la 19ème session, p. 110, AFAS, Paris, 1890.
2. ↑  Gazette des hôpitaux civils et militaires, t. 72e an., p. 1305, La Lancette française, Paris, 1899 (cote BIUS 90130, 1899).
3. ↑  Maternité de l'Hôtel-Dieu, service de M. Champetier de Ribes. Année 1898. Statistique rédigée par A. Couvelaire, G. Steinheil, Paris, 1899.
4. 1 2  F.Thébaud, Quand nos grand-mères donnaient la vie, II, 1, p. 59-100, PUL, Lyon, 1986.
5. ↑  A. Couvelaire, Études anatomiques sur les grossesses tubaires, G. Steinheil, Paris, 1901.
6. ↑  William H. Schneider, Quality and Quantity. The quest for biological regeneration in twentieth-century France., p. 121, CUP, Cambridge, 1990  (ISBN 0 52137498 7).
7. ↑  A. Couvelaire, « La nouvelle maternité Baudelocque », Maternité Baudelocque, Paris, 1930.
8. ↑  Paul Allard, « L'examen pré-nuptial est créé », in L'Œuvre, Paris, 3 juin 1930, cité in É. Jordan, Eugénisme et morale, p. 54-55, Blond & Gay, Paris, 1931.
9. ↑  La Prophylaxie antivénérienne, p. 321, no 6, Société française de prophylaxie sanitaire et morale, Paris, juin 1930 (revue de l'Institut Alfred Fournier).
10. ↑  « Première leçon », in Gazette des hôpitaux, no 9, p. 130, Paris, 29 janvier 1921.
11. ↑  F.Thébaud, « Du soin et rien d'autre ? Les logiques sociales du grand déménagement. », in Spirale, p. 31-37, no 54, 2010 DOI 10.3917/spi.054.0031.
12. ↑  Index des membres, des associés et des correspondants de l’Académie de médecine, 1820-1990, p. 49.
13. ↑  L. Portes, « Éloge », 1er juin 1948, cité in Édouard Rist, « Notice », in Bulletin, Académie nationale de médecine, t. CXXXII, 1er semestre, p. 181-182, Paris, 16 mars 1948.
14. 1 2  Andres Reggiani, « Procreating France: The Politics of Demography, 1919-1945 », in French Historical Studies, vol. XIX, no 3, p. 728-729, Spring, Columbia, 1996.
15. ↑  Fabrice Cahen, Gouverner les mœurs. La lutte contre l’avortement en France, 1890-1950., p. 231, Ined Éditions, Paris, 2016  (ISBN 9782733290378) DOI 10.4000/books.ined.5663.
16. ↑  F.Thébaud, Quand nos grand-mères donnaient la vie, II, 1, p. 30, PUL, Lyon, 1986.
17. ↑  Jean-Edouard Roy, préf. R. Grasset, L'avortement, fléau national : causes,.  conséquences, remèdes. Étude historique, démographique, médicale et médico-légale, sociale, théologique, morale et juridique., p. 202, coll. Sciences de l'Homme, no 4, Faculté des Sciences politiques et économiques de l'Université de Poitiers, Poitiers, 1943, rééd. Jouve, Paris, 1944 (thèse de doctorat).
18. ↑  « L'Académie de Médecine "fait de la température" », in L'Œuvre, Paris, 19 décembre 1941.
19. ↑  B. Vergez Chaignon, « Les milieux médicaux et l'Action française », in coll., L'Action française : culture, société, politique., p. 118, Septentrion, Villeneuve-d'Ascq, 2008  (ISBN 9782757400432).
20. ↑  Estelle Wolozyn, Les sages-femmes et l’avortement entre 1920 et 1975. Gynécologie et obstétrique., p. 31, École de sages-femmes Saint-Antoine, Paris, 2016 (mémoire DE).
21. ↑  Bulletin, CNOM, Paris, octobre 1942.